# Ferruccio Rontini

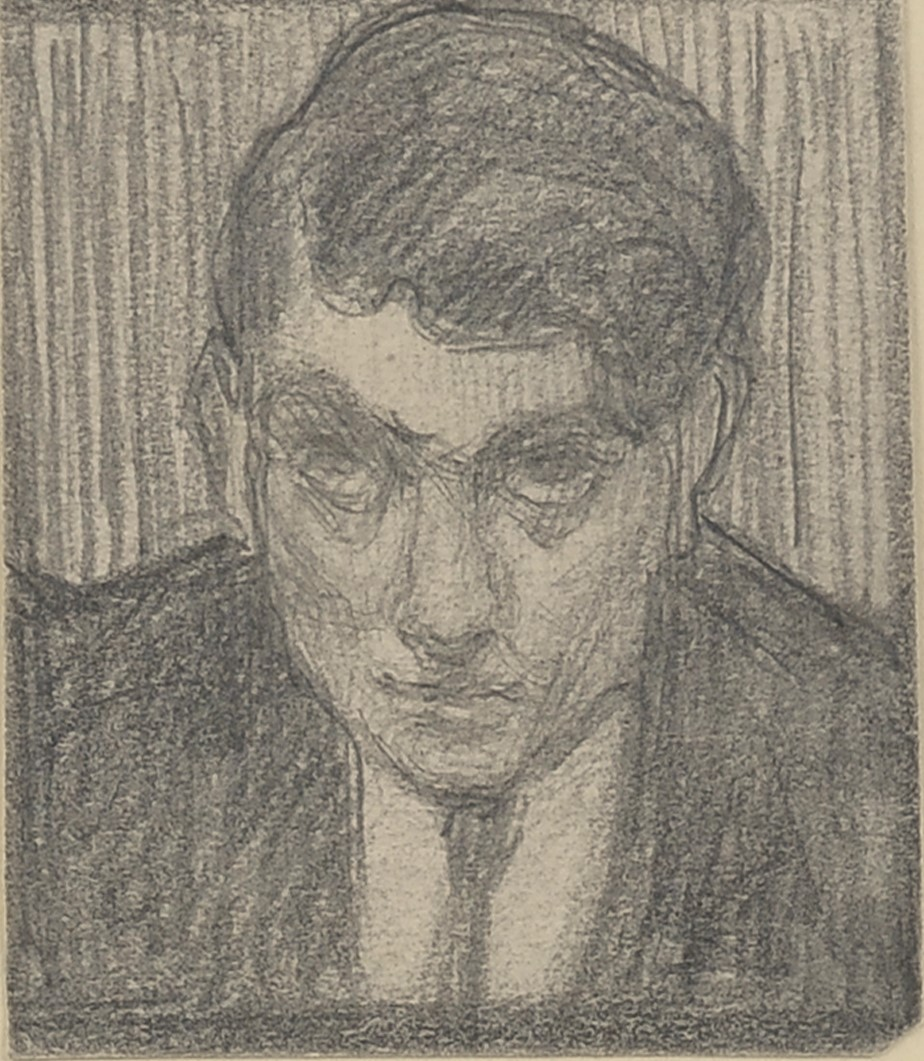
Autoritratto dell'artista

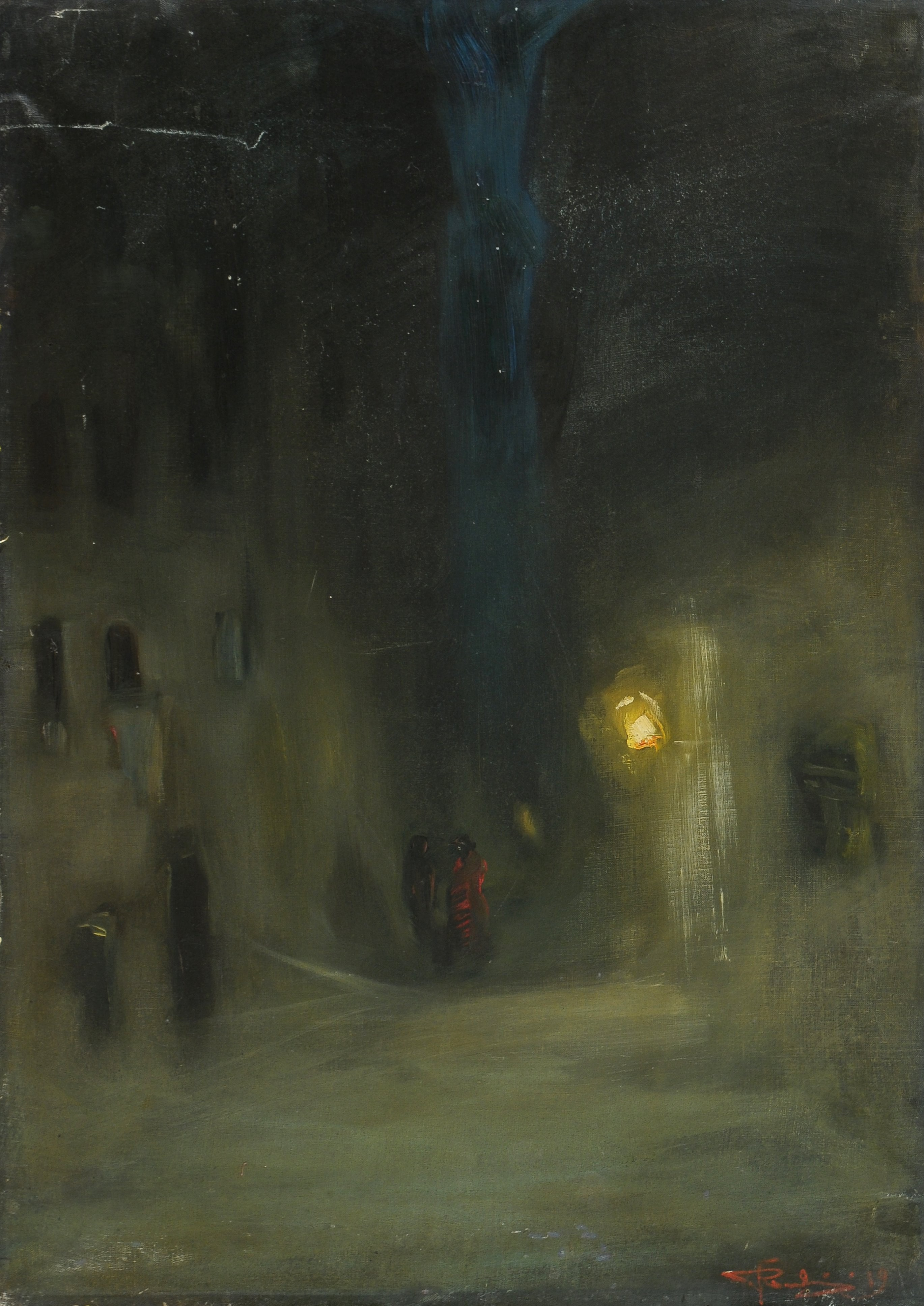
1919, Borgo de'Cappuccini-Livorno, olio su tela cm. 62x44,5

Ferruccio Rontini (Firenze, 12 settembre 1893 – Livorno, 25 settembre 1964) è stato un pittore italiano.

## Biografia
Nasce a Firenze il 12 settembre 1893 nel quartiere Romito secondogenito di Augusto e Noemi Ferri. 
Il padre Augusto (molto abile sia nella scrittura e che nel disegno) Ispettore delle Ferrovie dello Stato nei primissimi anni del 1900 si trasferisce a Livorno con tutta la famiglia per motivi inerenti alla sua professione.  lo zio Alessandro, affermato restauratore di opere antiche presso vari cantieri fiorentini tra cui la Galleria degli Uffizi, oltre ad essere un finissimo acquerellista, suggerirà al giovane nipote Ferruccio di frequentare l'Accademia delle Belle Arti di Firenze.  Ferruccio iscritto all'Accademia nel 1910 ne uscirà a pieni voti con il titolo di Professore di disegno e di nudo nel 1915. Benché nel 1916 accede all'esame per ottenere l'abilitazione all'insegnamento decide di non seguire la carriera accademica ma si dedicherà completamente alla pittura sia dal vero (inizialmente) che in studio. Ancora studente sarà arruolato come Ufficiale degli Alpini durante la Prima Guerra Mondiale.  Nel 1919 circa si reca per studio in Maremma presso alcuni parenti ed eseguirà i suoi primi capolavori. Allievo "morale" dei maestri Post-Macchiaioli,  dal 1916 al 1924 circa eseguirà anche opere ispirandosi alla tecnica della "macchia" .

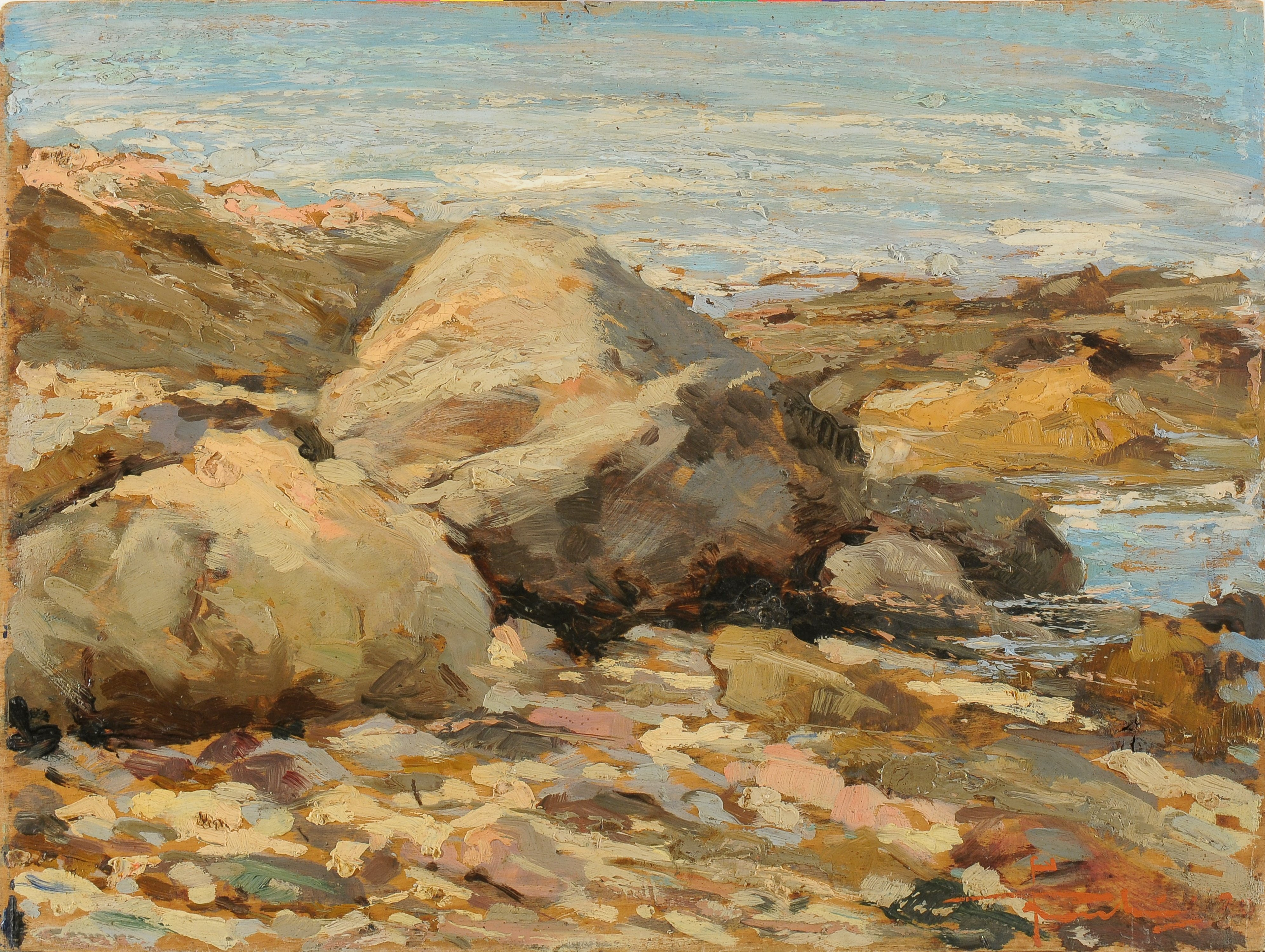
1920 Scogliera- Antignano, olio su tavola cm. 30x40

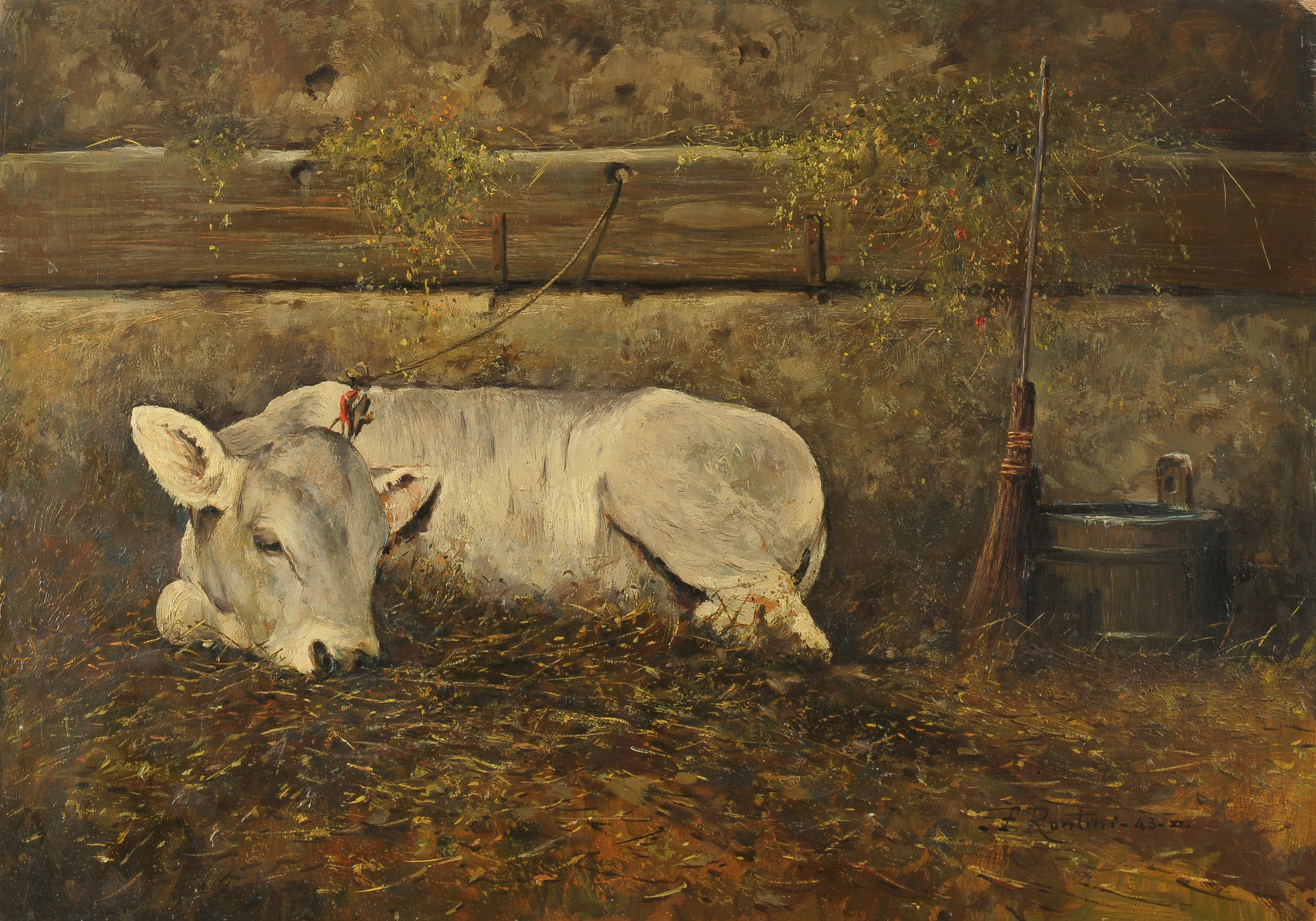
1943 Il vitellino che dorme, olio su tavola, 70x100 cm.

Nell'agosto del 1920 fu tra i fondatori del Gruppo Labronico. 
Sempre in quegli anni si recherà per la prima volta a Vicchio di Mugello, dove nel 1924 sposerà Giulia Ciullini madre dei suoi tre figli Giulio, Renzo(padre di Pia Rontini, vittima del Mostro di Firenze e Laura.
Tra i suoi allievi ricordiamo i pittori nativi di Vicchio Rutilio Muti, Armeno Mattioli ma soprattutto suo figlio Giulio Rontini da Vicchio che diventerà un artista molto affermato a livello nazionale e non solo (scomparso a Livorno nel 2004)
Considerato uno tra i maggior artisti labronici del primo Novecento, possiamo ricordare tra le mostre a cui ha partecipato La mostra “Fiorentina Primaverile” del 1922 dove espone ben 3 opere, la Biennale di Milano del 1925 con l'opera La coltratura,oltre alle mostre del Gruppo Labronico. Ad ottobre del 2018 è stata inaugurata dalla Fondazione Livorno una mostra in suo onore..
Nipote dell'artista Alessandro Rontini, suo primo maestro, padre di Giulio da Vicchio,  suo erede spirituale, e nonno di Ferruccio Rontini junior in arte Feron (artista scomparso nel 1994 all'età di 31 anni)
All'artista è stata dedicata una via a Livorno.  Nell'autunno del 2018 in suo omaggio il Comune di Livorno in collaborazione con la Fondazione Livorno ha organizzato una mostra al Museo Fattori. Primo tra tutti i fondatori del Gruppo Labronico a cui è stata dedicata una personale a livello istituzionale. L'artista muore a per un'emorragia cerebrale il 25 settembre del 1964 a soli 71 anni nel pieno della sua creatività artistica di maggior successo. Riposa nella tomba di famiglia a Vicchio assieme al figlio Renzo, alla moglie alla nipote Pia e Giacomo Stefanacci, deceduti nel 1984 per mano del Mostro di Firenze

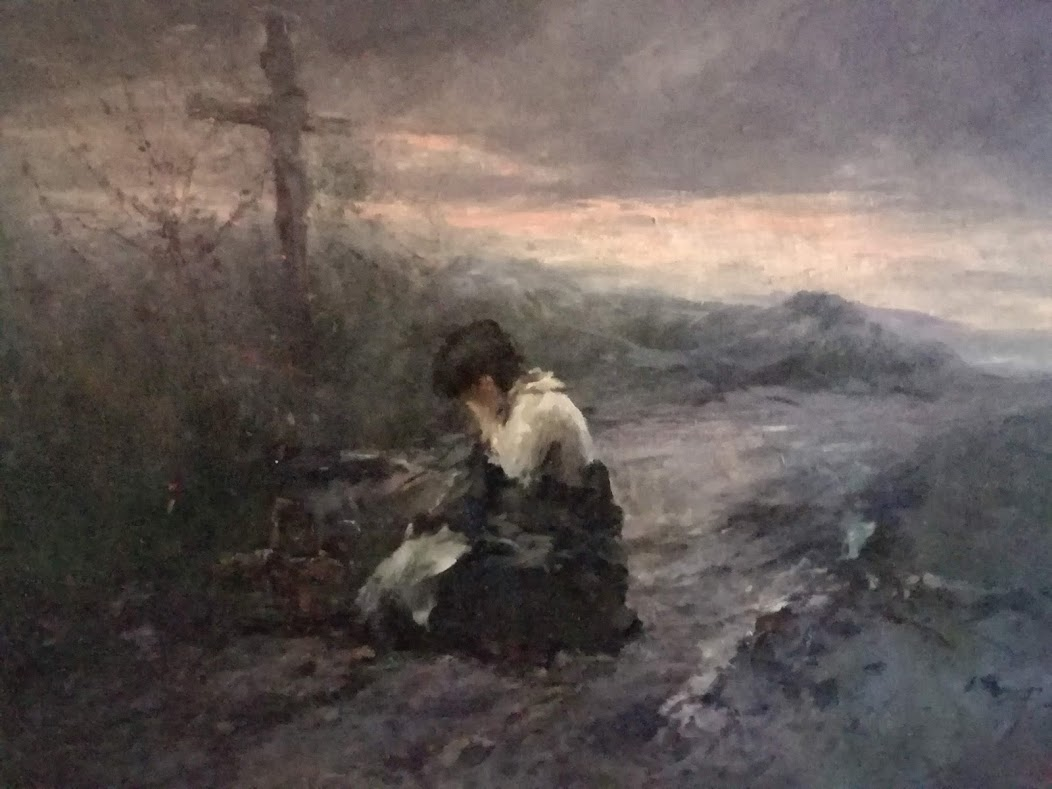
1954 Refugium Peccatorum olio su tela, cm. 90x125,5.

## Musei e collezioni
Nella collezione permanente della fondazione Livorno (ex fondazione Cassa di Risparmi di Livorno) sono presenti una ventina di sue opere, tra cui ben cinque donate nel 2019 dalla nipote Alessandra. Opere di grandi dimensioni si trovano alla sede dell'Autorità portuale di Livorno mentre altre opere si trovano nella collezione della Banca Commerciale Italiana, una sua opera Cortile con Tacchini fa parte della collezione della fondazione CRTrieste, nel museo Luigi Bailo di Treviso è presente una sua opera Vitello Accovacciato, quattro sue opere; Paesaggio Rurale, Paesaggio Montano , Gattici sulla Sieve e Porto di Livorno sono presenti presso la Pinacoteca Comunale Foresiana, collezione Mario Foresi a Portoferraio.

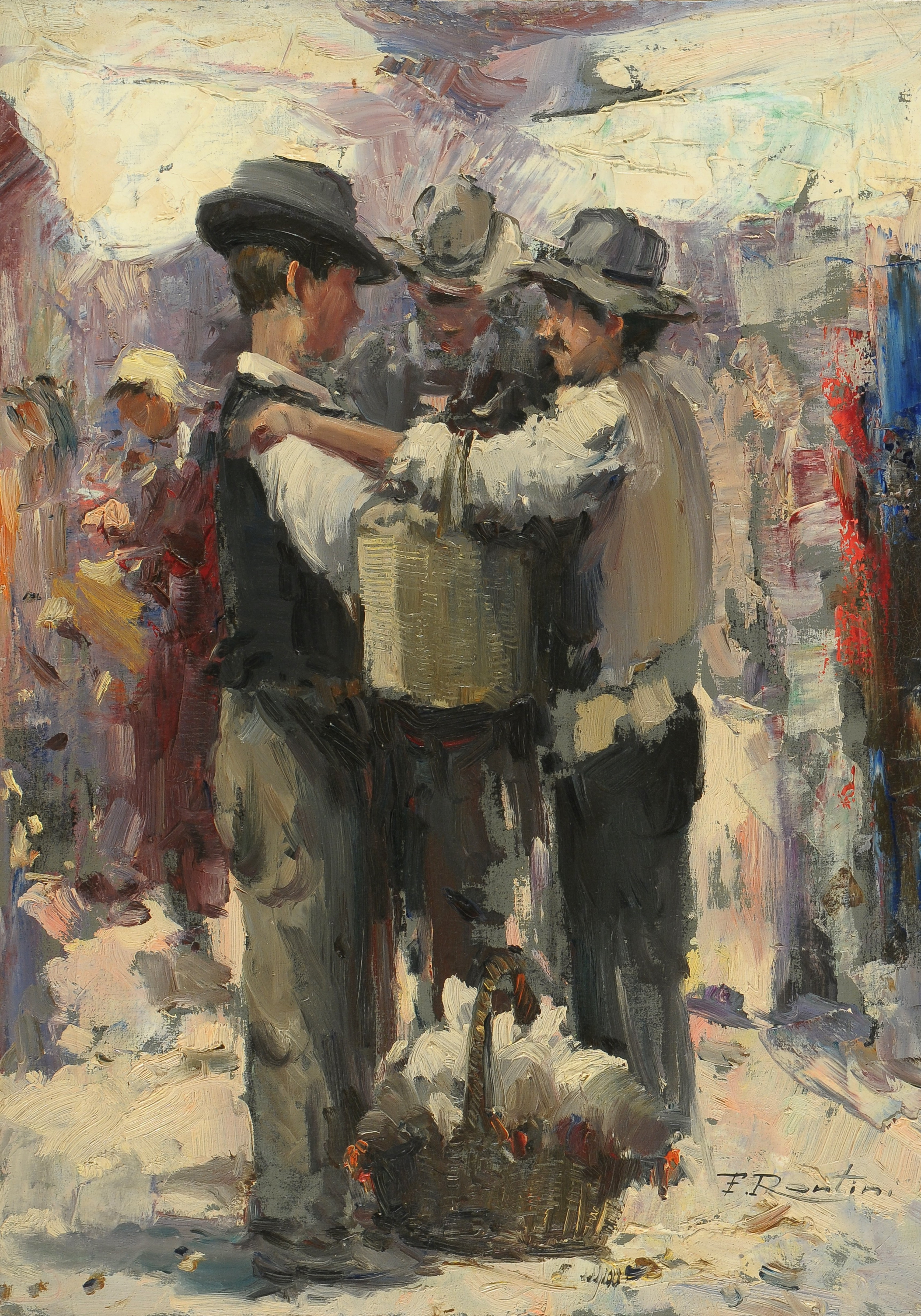
1954 Coloni al mercato, olio su tela, 70x50 cm

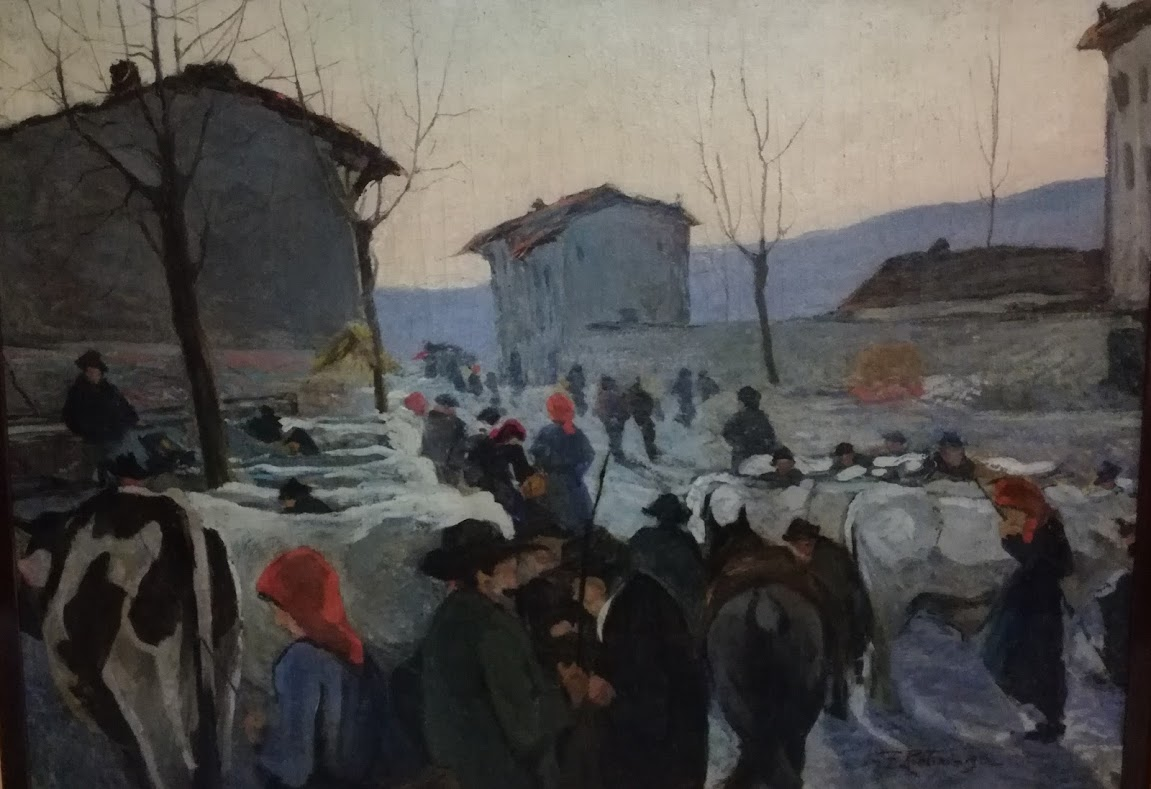
1920 Mercato a Suvereto, olio su tela cm 74x100

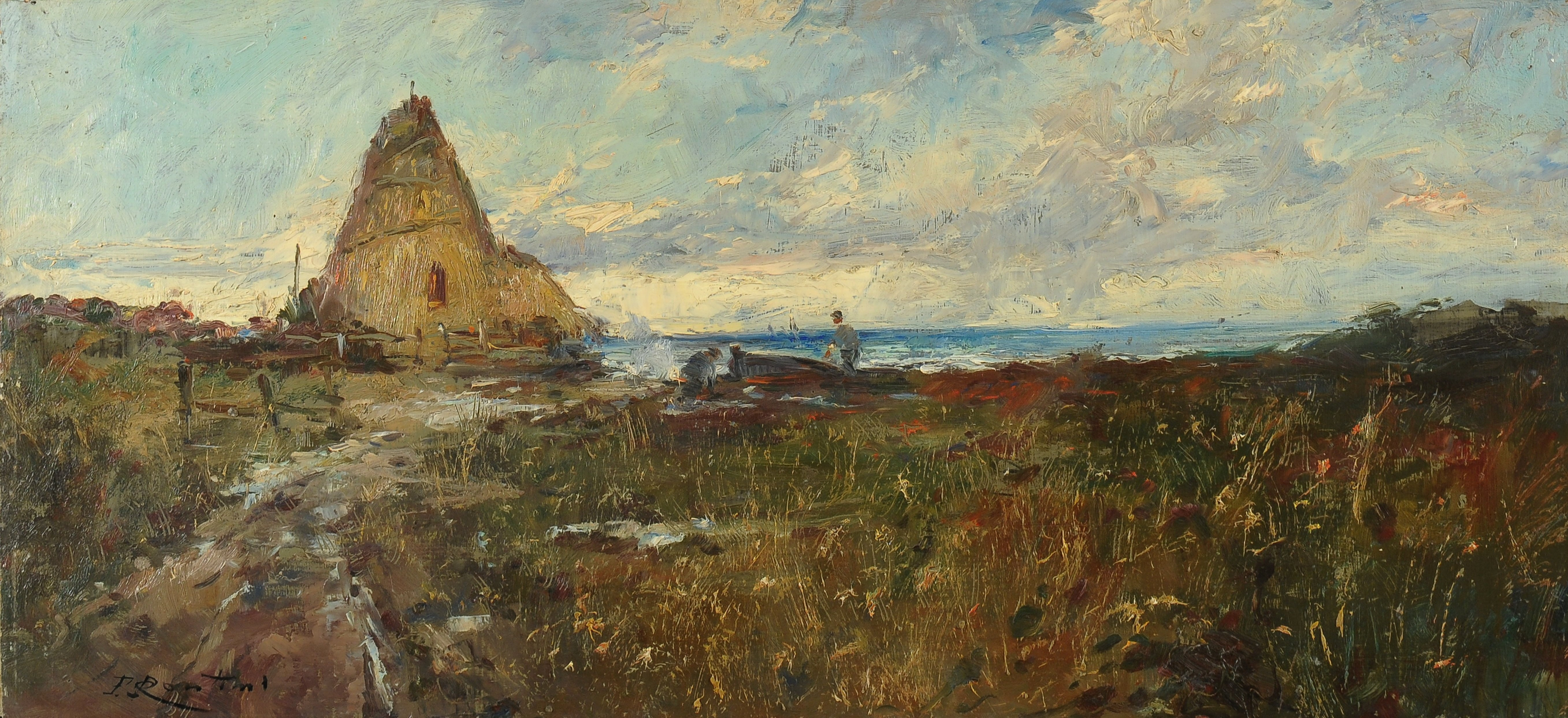
1955-1958 Maremma, olio su tavola, cm. 46x101

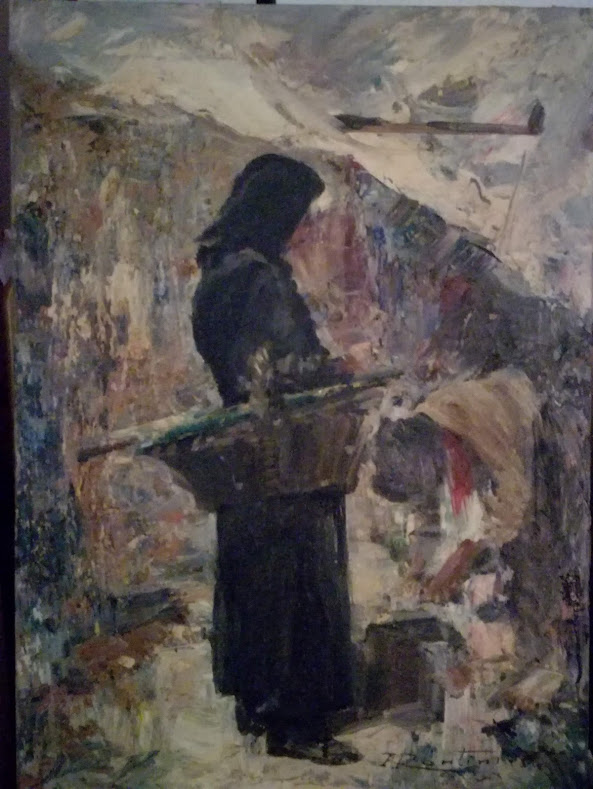
1954 Giorno di Fiera in Mugello, olio su tela cm. 70x50